# کلادروبی (ناحیه تپلیتسه)
کلادروبی (به چکی: Kladruby) یک منطقهٔ مسکونی در جمهوری چک است که در ناحیه تپلیتسه واقع شده‌است. کلادروبی ۲٫۸۷ کیلومتر مربع مساحت و ۳۰۱ نفر جمعیت دارد و ۲۸۵ متر بالاتر از سطح دریا واقع شده‌است.